# نقص الكتلة (علم الفلك)

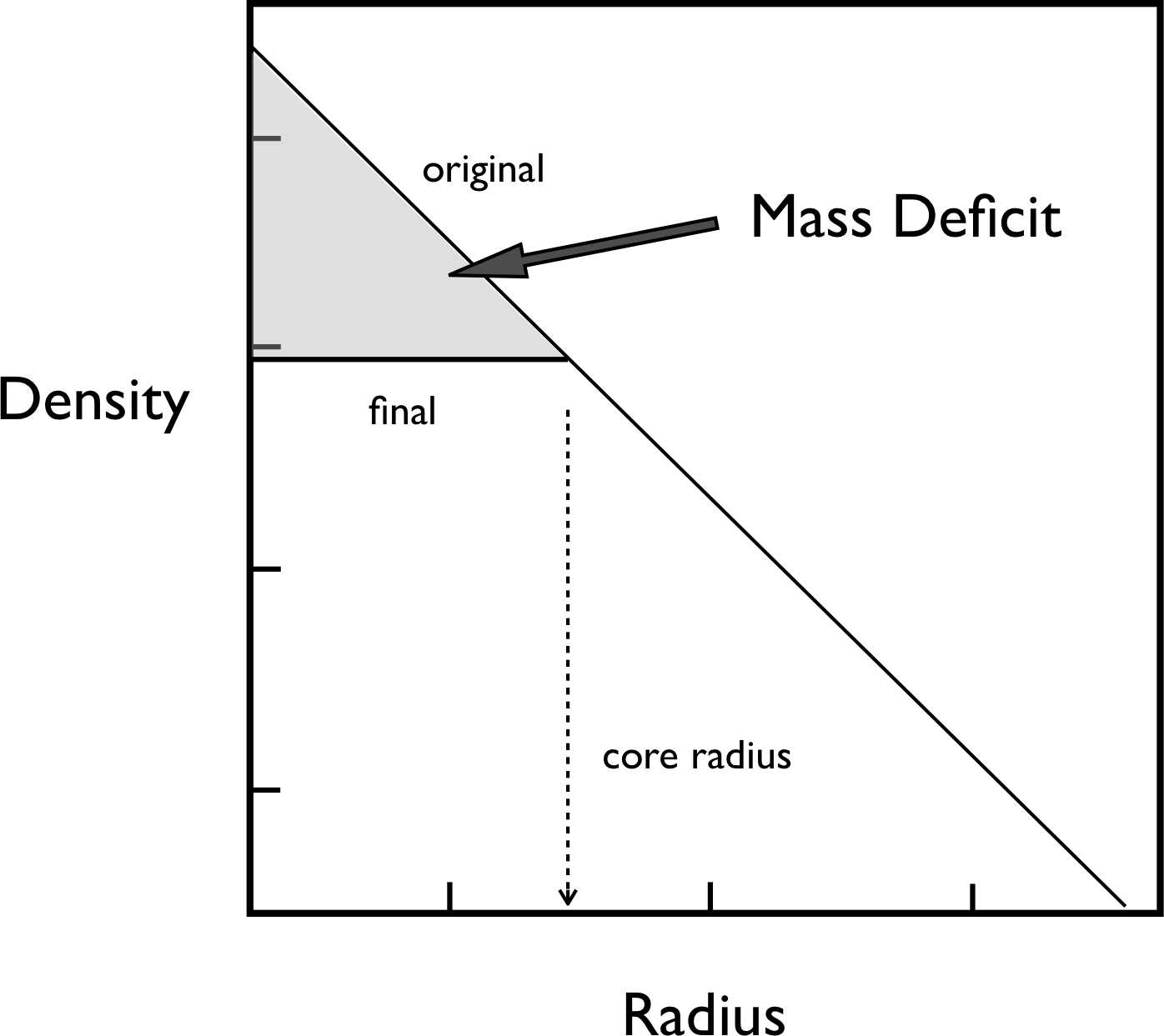
يوضح الشكل كيفية قياس نقص الكتلة، وذلك باستخدام ملف تعريف السطوع المرصود للمجرة.

نقص الكتلة هو مقدار الكتلة النجمية التي تمت إزالتها من وسط المجرة، ويفترض أن يحدث ذلك بسبب وجود ثقب أسود ثنائي ذو كتلة كبيرة جدًا.
تزداد كثافة النجوم كلما اتجهنا باتجاه المركز في معظم المجرات. تستمر هذه الزيادة في الوسط. يوجد غالبا في المجرات الكبيرة نواة وهي منطقة بالقرب من المركز حيث تكون الكثافة فيها ثابتة أو ترتفع ببطء. يمكن أن يكون حجم النواة (نصف قطرها) عدة فراسخ فلكية في المجرات الإهليلجية الكبيرة. يصل نصف قطر أكبر النوى النجمية المرصودة من 3.2 إلى 5.7 ألف فرسخ فلكي.
ويعتقد أن النوى تنتج عن الثقوب السوداء فائقة الكتلة (SMBHs). تتشكل الثقوب السوداء الثنائية فائقة الكتلة أثناء اندماج مجرتين. إذا مر نجم بالقرب من هذا الثنائي سيتم إخراجه من خلال عملية تسمى المقلاع الجاذبيّ. يستمر هذا القذف حتى تتم إزالة معظم النجوم القريبة من مركز المجرة. والنتيجة هي نواة منخفضة الكثافة. توجد هذه النوى في كل مكان في المجرات الإهليلجية العملاقة.
يعرف نقص الكتلة بأنه مقدار الكتلة التي أزيلت في تكوين المركز. ويمثل رياضيا كالتالي:
{\displaystyle M_{\mathrm {def} }=4\pi \int _{0}^{R_{c}}\left[\rho _{i}(r)-\rho (r)\right]r^{2}dr},
حيث ρi هي الكثافة الأصلية، ρ هي الكثافة المرئية، و Rc هو نصف قطر المركز. يمكن استخدام هذا النموذج بشكل عملي للمساعدة في تحديد حجم نقص الكتلة.
عادةً ما يكون نقص الكتلة المرصود ضمن مجال يتراوح بين ضعف إلى عدة اضعاف كتلة الثقب الأسود المركزية، ونصف قطر الدائرة المرصودة يماثل نصف قطر تأثير الثقب الأسود المركزي. تتوافق هذه الخصائص مع ما هو متوقع في النماذج النظرية للتكوين الأساسي  وتقدم بعض الدعم للفرضية القائلة بأن جميع المجرات المضيئة كانت تحتوي على ثقوب سوداء ثنائية هائلة الكتلة في مراكزها.
لا يُعرف ما إذا كانت معظم المجرات لا تزال تحتوي على ثقوب ثنائية ضخمة، أو ما إذا كان هذان الثقبان الأسودان قد اندمجا. تؤيد كل الاحتمالات حدوث نقص الكتلة.